# 三菱・トッポBJワイド
トッポBJワイド（トッポ・ビージェイ・ワイド、Toppo BJ wide）は、三菱自動車工業が製造・販売していたトールワゴンタイプの乗用車である。

## 概要
コンパクトトールワゴンのブームに相乗してミラージュディンゴとトッポBJの中間車種として発売された。
BJをベースに大型バンパー、樹脂製オーバーフェンダー、専用の異形卵形ヘッドランプを装着し、エンジンもパジェロジュニアに搭載されていた1,100cc・4A31型SOHC16バルブエンジンを使用し、小型乗用車登録とした。
キャビン部分はBJと同じだがリヤドアトリムの形状変更で後席3人掛けを可能としたため、5名乗車となっている。
1グレードのみでFFとフルタイム4WDが用意。トランスミッションは4速ATのみの設定。
スズキ・ワゴンRワイド／ワゴンRプラスとコンセプトが類似している軽自動車派生のコンパクトトールワゴンであったが、ワゴンRワイド/ワゴンRプラスと違って室内幅は拡大しておらず軽モデルのトッポBJと全く同じ幅の上に高い車高を生かしていない居住性、中途半端な排気量のため自動車税が高くなってしまうなど全般的には無駄になってしまった部分が多い。ブリスターフェンダーによるアクの強い外観も受け入れられず、その結果2001年3月末までに生産中止となった。総生産台数は4,829台。

## H43/48型（1999年 - 2002年）
1999年1月28日
発表、発売開始。
2001年
3月末
生産終了。
5月
ホームページへの掲載終了。同年度中に在庫車の販売も終了。